# 埃松河畔吉涅维尔
埃松河畔吉涅维尔（法語：Guigneville-sur-Essonne，法語發音：[ɡiɲvil syʁ ɛsɔn] ⓘ）是法国法蘭西島大區埃松省的一个市镇，属于埃唐普区。

## 地理
埃松河畔吉涅维尔（48°28'3"N, 2°21'11"E）面积9.19 平方千米，位于法国法蘭西島大區埃松省，该省份为法国北部内陆省份，北起上塞纳省和马恩河谷省，西接厄尔-卢瓦省和伊夫林省，南至卢瓦雷省，东临塞纳-马恩省。
与埃松河畔吉涅维尔接壤的市镇（或旧市镇、城区）包括：阿莱堡、迪松-隆格维尔、埃松河畔韦尔、埃松河畔布蒂尼、维代勒。

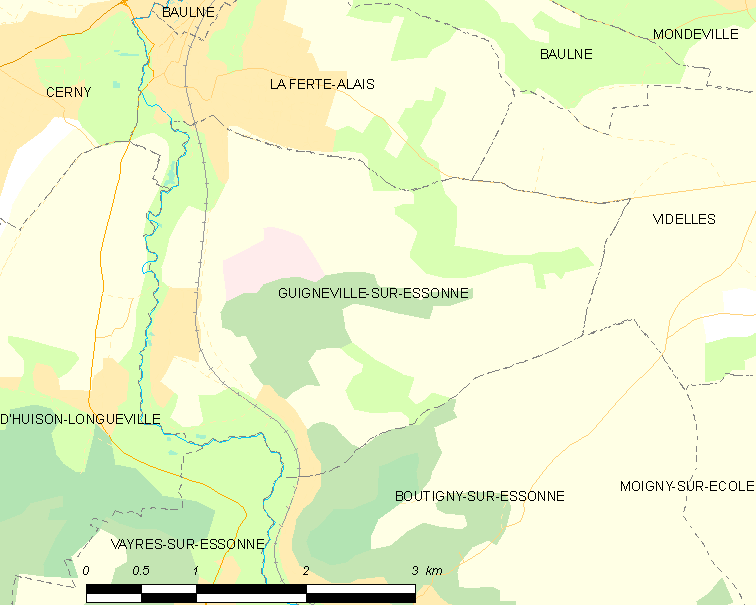
埃松河畔吉涅维尔的OSM定位图

埃松河畔吉涅维尔的时区为UTC+01:00、UTC+02:00（夏令时）。

## 行政
埃松河畔吉涅维尔的邮政编码为91590，INSEE市镇编码为91293。

## 政治
埃松河畔吉涅维尔所属的省级选区为梅讷西县。

## 人口

1962-2008年间埃松河畔吉涅维尔人口变化图示

埃松河畔吉涅维尔于2022年1月1日时的人口数量为876人。